# 赫日曼努夫梅斯泰茨

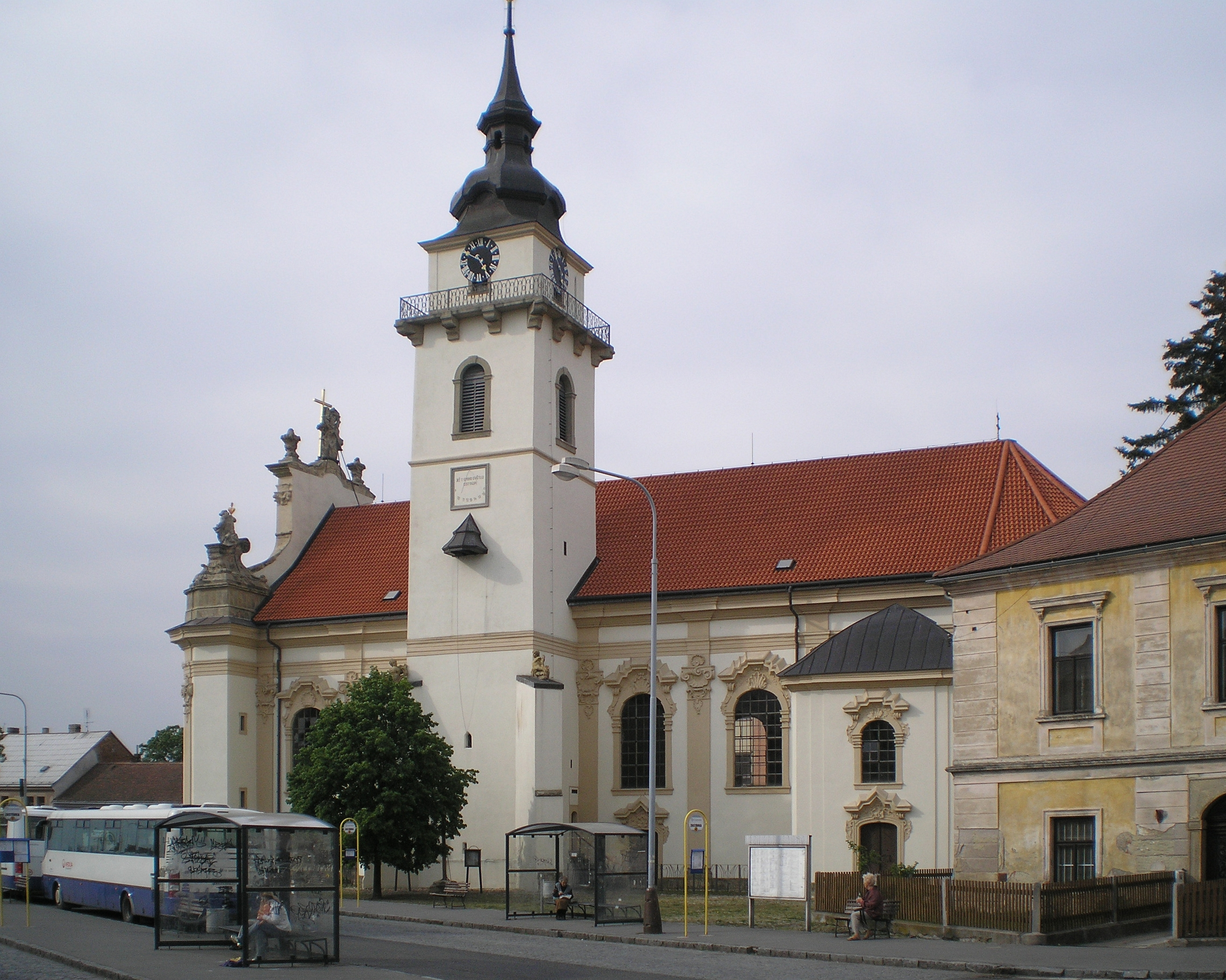

赫日曼努夫梅斯泰茨是捷克的城鎮，位於該國中部，由帕爾杜比采州負責管轄，始建於十四世紀早期，面積14.34平方公里，海拔高度280米，2014年人口4,822。

## 外部連結
- Official website （页面存档备份，存于）
- Jewish Encyclopedia （页面存档备份，存于）
- virtual show （页面存档备份，存于）